# George Stoneman

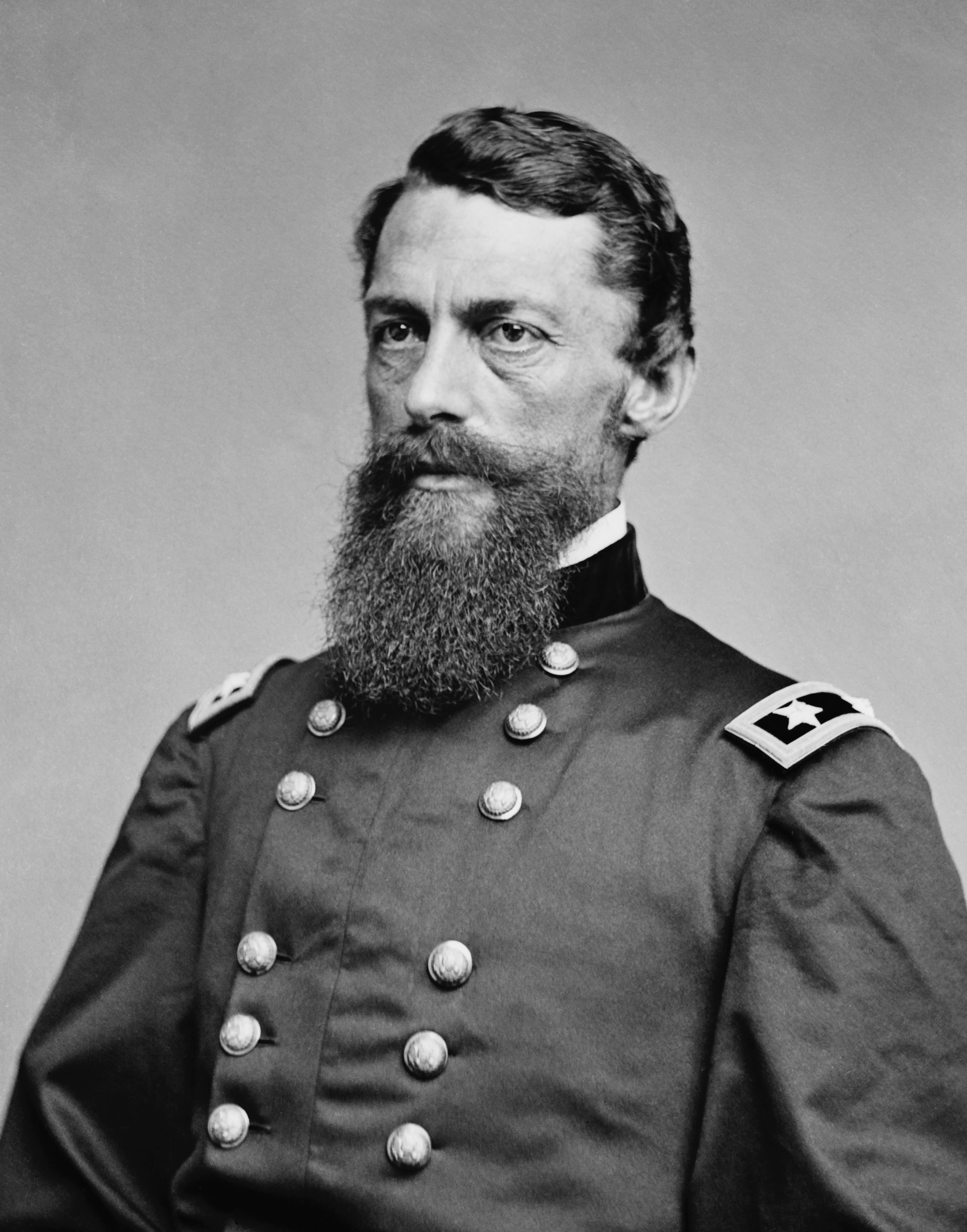
General George Stoneman

George Stoneman Jr. (8 de agosto de 1822 - 5 de septiembre de 1894) fue un oficial de caballería del Ejército de los Estados Unidos, entrenado en West Point, donde su compañero de cuarto era Stonewall Jackson. En la Guerra Civil se convirtió en ayudante de George B. McClellan, que no apreciaba el uso de la caballería centralizada, y por lo tanto fue superado por los confederados, que lo hicieron.
En Chancellorsville, bajo la dirección de Joseph Hooker, Stoneman fracasó en un ambicioso intento de penetrar detrás de las líneas enemigas, quedando atascado en un importante cruce de ríos. La aguda crítica de Hooker a Stoneman puede haber estado dirigida en parte a desviar la gran culpa que se le atribuye a sí mismo por la pérdida de esta gran batalla que la mayoría de los generales creían que se podía ganar.
Mientras comandaba la caballería de William Tecumseh Sherman en Georgia, Stoneman fue capturado, pero pronto fue intercambiado. Durante los primeros años después de la Guerra Civil Americana, Stoneman comandó tropas de ocupación en Memphis, Tennessee, que estaban estacionadas en Fort Pickering. Había entregado el control de la aplicación de la ley al gobierno civil en mayo de 1866, cuando estallaron los disturbios de Memphis y los principales barrios negros fueron destruidos. Cuando la ciudad pidió ayuda, reprimió los disturbios blancos con el uso de tropas federales. Más tarde se mudó a California, donde tenía una finca en el Valle de San Gabriel. Fue elegido como gobernador de California, sirviendo entre 1883 y 1887. No fue nominado por segunda vez.

## Primeros años
Stoneman nació en una granja familiar en Busti, Nueva York, el primero de diez hijos. Sus padres eran George Stoneman padre, un leñador y juez de paz, y Catherine Rebecca Cheney Aldrich. Estudió en la Academia Jamestown y se graduó de la Academia Militar de los Estados Unidos en 1846; su compañero de cuarto en West Point fue el futuro general confederado Thomas J. "Stonewall" Jackson. Su primera asignación fue con el primero de dragones de EE. UU., con los que sirvió en todo el Oeste y en California. Era el intendente del Batallón Mormón, que marchó desde Fort Leavenworth, Kansas, hasta San Diego, California. Luchó en la guerra de Yuma y fue responsable de la cartografía de la cordillera de Sierra Nevada para las líneas ferroviarias. Después de ser ascendido a capitán del 2.º de Caballería de Estados Unidos en marzo de 1855, sirvió principalmente en Texas hasta 1861.

## Servicio de la Guerra Civil
Al comienzo de la Guerra Civil, Stoneman estaba al mando de Fort Brown, Texas, y rechazó la orden del general de división David E. Twiggs de rendirse a las recién establecidas autoridades confederadas allí, escapando hacia el norte con la mayor parte de su mando. Volviendo al este, fue reasignado al 1.º de Caballería de EE. UU. y ascendido a mayor el 9 de mayo de 1861. Stoneman luego sirvió como ayudante del General George McClellan durante su campaña en Virginia occidental durante el verano. Después de que McClellan se convirtiera en comandante del recién formado Ejército del Potomac, asignó a Stoneman como su jefe de caballería; Stoneman fue ascendido a general de brigada de voluntarios el 13 de agosto. Tuvo una relación difícil con McClellan, ya que Stoneman deseaba usar la caballería como una fuerza de asalto y combate, mientras que McClellan simplemente la concibió como una extensión del cuerpo de señales del ejército. El Ejército de la caballería de Potomac tuvo un pobre desempeño en el Teatro del Este durante la primavera y el verano de 1862, y fue superado por la caballería confederada.
El 22 de noviembre de 1861, Stoneman se casó con Mary Oliver Hardisty de Baltimore. Tendrían cuatro hijos.
Stoneman fue reasignado a la infantería y recibió el mando de la 1.ª División del III Cuerpo el 10 de septiembre, después de que su excomandante, el general de división Phil Kearny, hubiera sido muerto en combate una semana antes. El III Cuerpo permaneció en Washington D. C. durante la Campaña de Maryland. El 30 de octubre, Stoneman tomó el mando del cuerpo. En Fredericksburg, formó parte de la Gran División Central del Mayor General Joe Hooker y ayudó a hacer retroceder un ataque confederado durante la batalla. Después de Fredericksburg, Joe Hooker se convirtió en comandante del Ejército del Potomac y decidió organizar la caballería en un solo cuerpo con Stoneman a la cabeza.

### Las incursiones de Stoneman
El plan para la Batalla de Chancellorsville fue estratégicamente audaz. Hooker le asignó a Stoneman un papel clave en el que su Cuerpo de Caballería haría una incursión profunda en retaguardia de Robert E. Lee y destruiría líneas y suministros ferroviarios vitales, distrayendo a Lee de los principales ataques de Hooker. Sin embargo, Stoneman fue una decepción en este papel estratégico. El Cuerpo de Caballería tuvo un buen comienzo en mayo de 1863, pero rápidamente se empantanó después de cruzar el río Rapidan. Durante toda la batalla, Stoneman logró poco, y Hooker lo consideró una de las principales razones de la derrota de la Unión en Chancellorsville Hooker necesitaba desviar las críticas de sí mismo y relevar a Stoneman de su mando de caballería, enviándolo de vuelta a Washington, D.C., para recibir tratamiento médico (hemorroides crónicas, exacerbadas por el servicio de la caballería), donde en julio se convirtió en Jefe de la Oficina de la Caballería de Estados Unidos, un trabajo de escritorio. Un gran depósito de suministros y entrenamiento de caballería en el río Potomac fue nombrado Campamento Stoneman en su honor.
A principios de 1864, Stoneman estaba impaciente con el servicio de guarnición en Washington y pidió otro comando de campo a su viejo amigo el general de división John Schofield, quien estaba al mando del Departamento de Ohio. Aunque originalmente había sido designado para un cuerpo de infantería, Stoneman asumió el mando del Cuerpo de Caballería de lo que se conocería como el Ejército de Ohio. El 30 de marzo, también fue ascendido a teniente coronel del ejército regular. Mientras el ejército luchaba en la Campaña de Atlanta bajo el mando del General de División William T. Sherman, Stoneman y su ayudante, Myles Keogh, fueron capturados por los soldados confederados el 31 de julio de 1864, a las afueras de Macon, Georgia. Sin embargo, el 5.º Regimiento de Caballería de Indiana bajo el mando del Coronel Thomas Butler adoptó una postura valiente, permitiendo que el resto de sus fuerzas se retiraran. Stoneman se convirtió en el prisionero de guerra de mayor rango de la Unión, y permaneció prisionero durante tres meses.
Stoneman fue intercambiado con relativa rapidez gracias a la petición personal de Sherman a los confederados, y volvió a su puesto. En diciembre de 1864 dirigió una incursión desde el este de Tennessee hasta el suroeste de Virginia. Dirigió incursiones en Virginia y Carolina del Norte en 1865, tomó Salem, Martinsville y otras ciudades, destruyó Moratock Iron Furnace (una fundición confederada), y en Salisbury intentó liberar a unos 1.400 prisioneros, pero los prisioneros habían sido dispersados para cuando llegó a Salisbury. En reconocimiento a su servicio, fue nombrado Mayor General en el ejército regular. Su comando casi capturó al presidente confederado Jefferson Davis durante su huida desde Richmond, Virginia. En junio de 1865 fue nombrado comandante del Departamento de Tennessee y administró la Memphis ocupada. Los disturbios de Memphis estallaron entre los ciudadanos aún rebeldes que estaban irritados por la presencia de soldados federales afroamericanos en el gobierno militar. Stoneman fue criticado por su inacción y fue investigado por un comité del Congreso, aunque fue exonerado.

## Posguerra y vida política
En 1866 Stoneman se opuso a las políticas radicales de Reconstrucción y se unió al Partido Demócrata. Mientras administraba el gobierno militar en Petersburgo, Virginia, estableció una reputación de aplicar políticas más moderadas que algunos de los otros gobernadores militares en la Reconstrucción, las cuales aliviaron el dolor de la reconciliación de los virginianos blancos.
El 28 de julio de 1866, Stoneman fue ascendido a coronel del ejército regular y se le asignó el mando de la 21.ª Infantería de los Estados Unidos.
También comandó tropas federales en Fort Pickering en Memphis. Había entregado el poder policial al gobierno civil local, cuyos funcionarios habían dicho que estaban listos para manejarlo. Pero el gobierno local le pidió que suprimiera los disturbios de los blancos en mayo de 1866, después de tres días de violencia que dejaron a muchos negros muertos y heridos, y destruyeron gran parte de sus propiedades. Sus acciones fueron investigadas por el Congreso, y fue exonerado.
Stoneman dejó el servicio voluntario el 1 de septiembre de 1866 y volvió al rango de coronel del ejército regular. Tomó el mando del Departamento de Arizona, Primer Distrito Militar, con sede en Drum Barracks. Fue un comandante controvertido en ese cargo debido a sus relaciones con los levantamientos indios y fue relevado del mando en junio de 1871. Aunque no estaba en servicio activo, Stoneman permaneció en la lista del ejército hasta que se retiró oficialmente en 1882 al alcanzar la edad de jubilación obligatoria de 64 años.

## California
Stoneman se mudó a California, el lugar con el que había soñado desde su servicio como joven oficial antes de la guerra. Él y su esposa se establecieron en el Valle de San Gabriel en una finca de 160 hectáreas llamada Los Robles, que ahora es un hito histórico de California, donde fue nombrado comisionado de ferrocarriles del estado, donde trabajó de 1876 a 1878.
En 1882, Stoneman fue elegido gobernador de California como demócrata y sirvió un solo término de cuatro años. No fue reelegido por su partido para un segundo mandato. Tiempo después, su casa fue destruida por el fuego, un hecho que se rumorea que fue obra de sus enemigos políticos. Stoneman estaba destrozado financieramente por el desastre y su salud era precaria.
Regresó al estado de Nueva York para recibir tratamiento médico. Murió después de un derrame cerebral en Buffalo, Nueva York, el 5 de septiembre de 1894, a la edad de 72 años. Está enterrado en el cementerio de Bentley en Lakewood, Nueva York.